# Restiosporium baloskionis
Restiosporium baloskionis är en svampart som beskrevs av Vánky & R.G. Shivas 2003. Restiosporium baloskionis ingår i släktet Restiosporium och familjen Websdaneaceae.   Inga underarter finns listade i Catalogue of Life.